# Галина Марцинкевич
Галина Йосифова Марцинкевич (на беларуски: Галіна Іосіфаўна Марцінкевіч; на руски: Галина Иосифовна Марцинкевич) е съветска и беларуска географка и университетска преподавателка, професор в Беларуския държавен университет.

## Биография
Родена е на 9 октомври 1935 г. в Червен, Беларуска ССР, СССР. През 1945 г. заедно със семейството си се премества в Брест, където завършва гимназия със златен медал през 1953 г. От 1953 до 1958 г. е студентка в Географския факултет на Беларуския държавен университет „Владимир Илич Ленин“. Дипломира се с отличие. От 1958 до 1960 г. работи като почвоведка в Института по почвознание към Академията за аграрни науки на Беларуската ССР. От 1960 до 1963 г. е аспирантка в Катедрата по физическа география, Беларуски държавен университет. Неин ръководител е проф. Василий Дементиев.
От 1963 г. работи в Географския факултет на Беларуския държавен университет. През 1966 г. става кандидатка на географските науки, а пт 1970 г. е асистентка. През 1992 г. става доктор на географските науки, а през 1994 г. – професор. От 2001 г. е ръководителка на редица изследователски проекти, основно в областта на фундаменталното и приложно ландшафтознание. Участва в реализирането на образователни проекти по международната програма Темпус, като се запознава с обучението на бакалаври и магистри във висши учебни заведения в страните от Европейския съюз чрез посещение на редица известни университети.
По време на педагогическа си дейност в университета преподава в около 10 общи и специални курса за студенти от географския факултет, включително „Ландшафтознание“, „Ландшафт на Беларус“, „Използване на природните ресурси и защита на природата“, магистърски курс „Ландшафтно-екологичен анализ“.

## Научни публикации
Авторка и съавторка е на 320 публикации, от които 10 монографии, 8 учебника и учебни помагала, около 130 ландшафтни карти с различни размери (включително ландшафтни карти на Беларус за средните училища), около 160 научни статии и редица резюмета за различни конференции на национално и международно ниво.
- Марцинкевич Г. И. и др. Ландшафты Белоруссии / Г. И. Марцинкевич, Н. К. Клицунова, Г. Т. Хараничева и др.; Под ред. Г. И. Марцинкевич. – Минск, 1989. – 234 с.
- Марцинкевич Г. И. Ландшафтоведение. – Минск: БГУ, 2007. – 208 с.